# Persicaria hystricula
Persicaria hystricula là một loài thực vật có hoa trong họ Rau răm. Loài này được (J.Schust.) Soják miêu tả khoa học đầu tiên năm 1974.